# John Mayasich
John Edward Mayasich, izvorno Ivan Mayasich (Eveleth, Minnesota, 22. svibnja 1933.) umirovljeni je američki igrač hokeja na ledu hrvatskoga podrijetla. Kao dvadesetogodišnji član s američke reprezentacije u hokeju na ledu osvojio je srebrno odličje na Zimskim olimpijskim igrama 1956. i zlatno odličje na Zimskim olimpijskim igrama 1960.
Tijekom studija na Sveučilištu u Minnesoti postavio je rekord ostvarivši osam pogodaka na utakmici protiv sveučilišne ekipe iz Michigana 1954. godine. Iste te godine osvojio je naslov Zapadne sveučilišne konferencije, koji je obranio i godinu kasnije. Tri godine zaredom bio je najbolji hokejaš svoga sveučilišta.
Godine 1976. uvršten je u Američku kuću slavnih hokejaša na ledu, a njegov sveučilišni klub Minnesota Golden Gophers umirovio je njegov igrački broj osam, kao jedinom igraču u povijesti kluba. U najvećim dnevnim novinama u Minesoti, Star Tribune, Mayasich je bio uvršten na prvo mjesto (199/200 bodova) popisa "100 najvećih hokejaša na ledu iz Minnesote". 1989. uvršten je u Kuću slavnih hokejaša na ledu Wisconsina.